# Хлорид меди(I)-калия
Хлорид меди(I)-калия — неорганическое соединение,
комплексная соль калия, меди и соляной кислоты с формулой K2CuCl3,
бесцветные кристаллы,
растворяется в воде.

## Получение
- Растворение хлорида меди(I) в насыщенном растворе хлорида калия: [1]

{\displaystyle {\mathsf {2KCl+CuCl\ \xrightarrow {} \ K_{2}[CuCl_{3}]}}}

## Физические свойства
Хлорид меди(I)-калия образует бесцветные кристаллы
ромбической сингонии,
пространственная группа P nam,
параметры ячейки a = 1,200 нм, b = 1,255 нм, c = 0,420 нм, Z = 4.
Растворяется в воде.